# NSK (azienda)
Nippon Seikō K.K. (日本精工株式会社?, Nippon Seiko Kabushiki-gaisha); inglese NSK Ltd.), è una società quotata in borsa, indice Nikkei 225, ISIN JP3720800006, con sede a Tokyo.

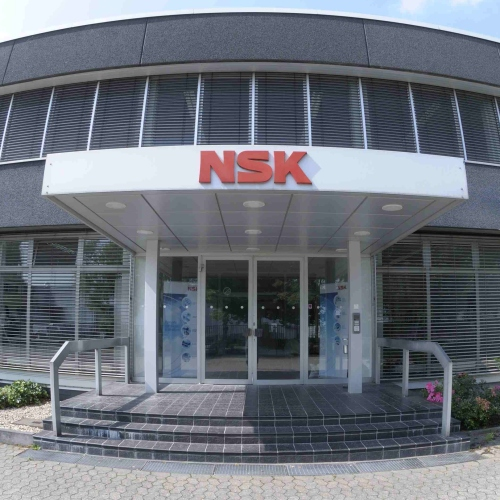
Sede NSK a Ratingen, Germania

NSK produce cuscinetti industriali, prodotti lineari, cuscinetti e componenti per il settore automobilistico e sistemi sterzanti.

## Profilo e storia dell'azienda
- 1916: NSK Ltd. viene fondata a Tokyo, Giappone.
- Anni '60: Apertura delle prime filiali commerciali NSK a Ann Arbor, Michigan, USA e Düsseldorf, Germania.
- Anni '70: Apertura degli stabilimenti produttivi in Brasile, San Paolo, Nord America , Regno Unito e Asia.
- Anni '90: Acquisizione di UPI Group, comprendente RHP (Regno Unito) e Neuweg (Germania). Apertura di altre filiali commerciali e stabilimenti produttivi in Germania, Regno Unito e Svizzera.
- Anni 2000:  Completato il Centro di Ricerca & Sviluppo di Fujisawa e apertura del Centro Tecnologico in Germania.
- Anni 2010: Ulteriore espansione del Centro Tecnologico in Germania, apertura del Centro Test e Collaudi dei sistemi sterzanti in Germania. Ulteriore espansione degli stabilimenti europei.

## Business attuale
NSK ha 31.000 dipendenti e oltre 60 stabilimenti in tutto il mondo. La produzione giornaliera è di circa tre milioni di cuscinetti (dai cuscinetti miniaturizzati con diametro del foro di un millimetro ai cuscinetti con un diametro di cinque metri).
Il gruppo ha investito oltre 89 milioni di $ in ricerca e sviluppo (dati aggiornati a marzo 2015), e dispone di centri di R&D presenti in ogni continente.
Settori: industria automobilistica, elettrodomestici, turbine eoliche, riduttori, pompe e compressori, macchine utensili, macchine per stampaggio a iniezione, motori elettrici, impianti per l'industria siderurgica, della carta e della cellulosa, macchine da stampa, industria alimentare e delle bevande, macchinari per il settore estrattivo, semiconduttori e settore medicale, manipolazione e automazione, energia.

## NSK Europe Ltd.
NSK Europe Ltd. è una filiale controllata di NSK Ltd., registrata in Inghilterra e Galles. Conta più di 3.500 dipendenti in Europa, per un fatturato di oltre 1.000 milioni di euro.
- 1963 Inaugurazione della prima filiale commerciale europea a Düsseldorf, Germania.
- Dal 1970 Apertura della filiale commerciale a Guyancourt, Francia e dello stabilimento di produzione a Peterlee, Regno Unito.
- Dal 1990
  - Acquisizione del gruppo UPI e degli stabilimenti produttivi in Inghilterra, Germania e Svizzera.
  - Apertura del primo Centro Tecnologico Europeo (ETC) a Newark, Regno Unito.
  - Fondazione di NSK-RHP Europe e inaugurazione delle filiali commerciali NSK-RHP.
- Dal 2000
  - Cambio della denominazione sociale da NSK-RHP a NSK.
  - Inaugurazione dello stabilimento per i sistemi di servosterzo “EPS” in Polonia.
  - Acquisizione di un'importante azienda produttrice di cuscinetti in Polonia.
- Dal 2010
  - Ulteriore espansione del Centro Tecnologico in Germania, apertura del Centro Test e Collaudi dei Sistemi Sterzanti in Germania.
  - Ulteriore espansione degli stabilimenti europei.

## Divisioni e prodotti

### Cuscinetti industriali & prodotti lineari
Cuscinetti a sfere, cuscinetti radiali a rulli cilindrici, cuscinetti a rulli conici, cuscinetti radiali orientabili a rulli, cuscinetti assiali, cuscinetti di super precisione, viti a ricircolazione di sfere, guide lineari e altri prodotti lineari, prodotti meccatronici e di precisione.

### Cuscinetti e componenti per l'industria automobilistica
Cuscinetti per mozzi ruota, cuscinetti a rulli conici e a rullini per trasmissioni, cuscinetti per pompe acqua, cuscinetti per compressori A/C.

### Sistemi sterzanti
Sterzo meccanico/elettrico con tecnologia integrata di assorbimento energia, con regolazione manuale/elettrica del volante, sistemi EPAS (electrically power assisted steering), con tecnologia integrata di assorbimento energia, colonne e guide per sterzo con asservimento elettrico, guide meccaniche con tirante, alberi intermedi (scorrevoli/collassabili per assorbimento dell'energia), giunti universali (velocità costante), giunti con funzione “isolamento acustico”.